# Metapone

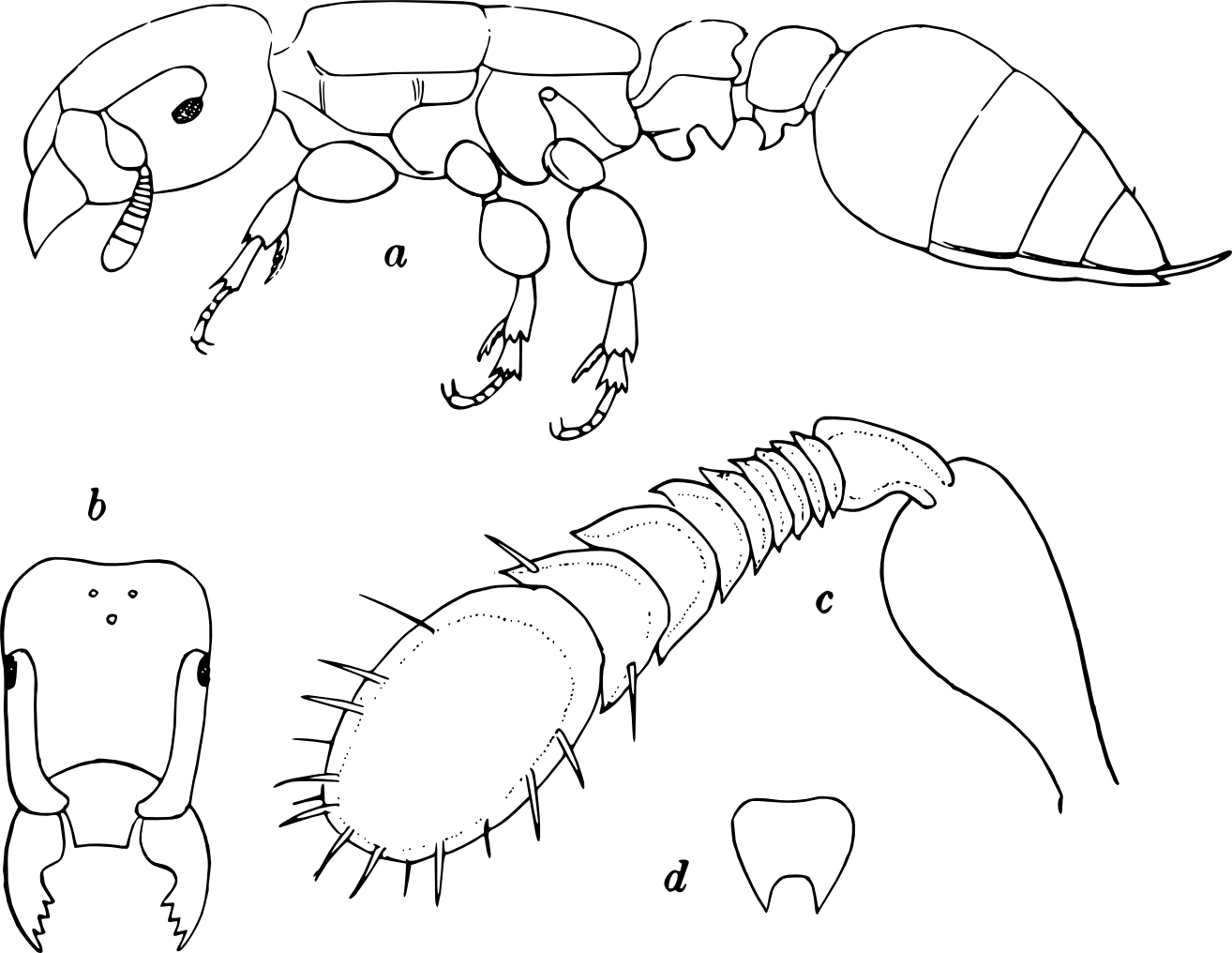
Budowa Metapone greeni a) robotnica b) głowa c) czułek d) tarczka (scutellum) samca, widok z góry

Metapone – rodzaj mrówek z podrodziny  Myrmicinae. Gatunkiem typowym jest M. greeni. Zasięg występowania opisanych 18 gatunków obejmuje krainę madagaskarską, paleotropikalną,
orientalną (włącznie z Indiami) i australijską. Metapone zakładają kolonie w zamieszkałych przez termity kawałkach drewna i są wyspecjalizowanymi termitofagami.

## Systematyka
Forel, opisując rodzaj na podstawie okazów serii oryginalnej M. greeni, umieścił go w nowym plemieniu Metaponini prowizorycznie zaklasyfikowanym w rodzinie Ponerinae, sekcji Promyrmicinae. Emery przeniósł rodzaj do rodziny Myrmicinae, utrzymując sekcję Promyrmicinae, obejmującą plemiona Metaponini i Pseudomyrmicini. Wheeler zakwestionował zasadność sekcji Promyrmicinae. Kusnezov umieścił Metapone w rodzinie Cerapachyinae. Do niedawna do plemienia Metaponini zaliczano rodzaje  Metapone, Liomyrmex, Vollenhovia i Xenomyrmex. W systemie Boltona z 2003 roku mrówek Metapone był jedynym przedstawicielem plemienia Metaponini, jednomyślnie klasyfikowanym w obrębie Myrmicinae. W 2015 roku na podstawie analiz filogenetycznych P.S. Ward i inni zrewidowali podział Myrmicinae na plemiona, umieszczając Metapone w plemieniu Crematogastrini.

## Morfologia
Bolton wymienia następujące zaawansowane cechy rodzaju: biodra pierwszej pary odnóży krótsze niż biodra drugiej i trzeciej pary, uda środkowej pary bardzo spłaszczone w kierunku przednio-tylnym, golenie drugiej, trzeciej pary i bliższe człony stóp wszystkich trzech par z kolcami, bardzo duże przednie skleryty IV segmentu odwłoka, szerokie połączenie segmentów III i IV.
Czułki są 11–członowe ze spłaszczoną, trzyczłonową buławką, głaszczki szczękowe jednoczłonowe, głaszczki wargowe trzyczłonowe. Oczy bardzo małe. Ciało cylindryczne, odnóża krótkie i grube. Robotnice mają długość 5,9–8,9 mm (M. greeni), 5,5–6,5 mm (M. tillyardi).

## Biologia
Od czasu opisania rodzaju donoszono o współwystępowaniu Metapone i termitów, co sugerowało termitofilię i termitofagię. M. madagascarica zakładają małe kolonie w spróchniałych gałęziach drewna, skolonizowanych już przez termity Cryptotermes kirbyi. Zajmują opuszczone przez termity jamki w spróchniałym drewnie. Nowogwinejskie Metapone znajdywano w sąsiedztwie termitów Prorhinotermes. W 2002 roku badania Berta Hölldoblera i wsp. ostatecznie potwierdziły, że dwóch gatunków (M. madagascarica, M. vincimus) robotnice atakują termity, chwytają je żuwaczkami i wielokrotnie żądlą, a następnie transportują do gniazda, gdzie zdobycz może być przechowywana przez dłuższy czas i stanowi pokarm dla larw i dojrzałych osobników. Podczas furażowania i migracji kolonii mrówki korzystają z chemicznych śladów, pozostawianych przez wydzielinę ich gruczołów jadowych. Substancją wyzwalającą w warunkach laboratoryjnych podążanie za śladem zapachowym jest metylopirolo–2–karboksylan. W warunkach laboratoryjnych robotnice Metapone ignorowały inną potencjalną zdobycz (larwy mrówek lub bezskrzydłe muszki owocówki, a także termity rodzaju Schedorhinotermes). Obserwowano też, że termity Cryptotermes po napotkaniu robotnic Metapone nie próbowały uciekać, przeciwnie – często same wchodziły do gniazd mrówek i dotykały robotnic, zanim zostały przez nie złapane i sparaliżowane.
U M. madagascarica występują zarówno uskrzydlone, jak i bezskrzydłe, podobne do robotnic (ergatoidalne) samce. U dwóch gatunków, M. madagascarica i M. vincimus, opisano występowanie zapłodnionych robotnic (tzw. gamergaty). Zjawisko to obserwowano głównie u mrówek z rodziny Ponerinae, u których gamergaty różnią się morfologicznie od zwykłych robotnic; u Metapone nie ma morfologicznych różnic między zapłodnionymi a niezapłodnionymi robotnicami.

## Występowanie
Rodzaj Metapone ma szeroki zasięg występowania, obejmujący Madagaskar (M. madagascarica, M. emersoni, M. vincimus), południową i wschodnią Afrykę (M. sp., Gabon, RPA), Indie, Cejlon (M. greeni, M. johni), Nikobary (M. nicobarensis), Papuę-Nową Gwineę (M. krombeini), Borneo (M. hewitti, M. quadridentata), Tajwan (M. sauteri), Filipiny (M. gracilis, M. bakeri), wyspy Mikronezji (M. truki), Nową Kaledonię (M. sp.), Fidżi (M. sp.), wschodnią Australię z Tasmanią (M. mjobergi, M. tillyardi, M. tricolor, M. leae oraz kilka nieopisanych dotąd gatunków).

## Gatunki
Zalicza się tu 18 opisanych gatunków:

- Metapone bakeri Wheeler, 1916
- Metapone emersoni Gregg, 1958
- Metapone gracilis Wheeler, 1935
- Metapone greeni Forel, 1911
- Metapone hewitti Wheeler, 1919
- Metapone jacobsoni Crawley, 1924
- Metapone johni Karavaiev, 1933
- Metapone krombeini Smith, 1947
- Metapone leae Wheeler, 1919
- Metapone madagascarica Gregg, 1958
- Metapone mjobergi Forel, 1915
- Metapone nicobarensis Tiwari & Jonathan, 1986
- Metapone quadridentata Eguchi, 1998
- Metapone sauteri Forel, 1912
- Metapone tillyardi Wheeler, 1919
- Metapone tricolor McAreavey, 1949
- Metapone truki Smith, 1953
- Metapone vincimus Alpert, 2007